# Emerald Princess
Die Emerald Princess ist ein 2007 in Dienst gestelltes Kreuzfahrtschiff der Reederei Princess Cruises. Es ist das dritte Schiff der Crown-Klasse und seit November 2018 in Los Angeles stationiert.

## Geschichte
Die Emerald Princess wurde im September 2004 unter dem Namen California Princess bestellt, den die Reederei später wieder verwarf. Die Kiellegung erfolgte am 13. September 2005 bei Fincantieri in Monfalcone, das Ausdocken fand am 1. Juni 2006 statt. Am 24. März 2007 übernahm Princess Cruises das Schiff. Bei ihrer Taufe am 13. Mai 2007 hatte die Emerald Princess gleich vier Taufpatinnen: Die Schauspielerinnen Florence Henderson, Marion Ross, Erin Moran und Susan Olsen.
Die Emerald Princess begann ihre Jungfernreise am 11. April 2007 und absolvierte anschließend Kreuzfahrten im Mittelmeer. Ab Herbst 2007 war das Schiff in Fort Lauderdale stationiert, um in der Karibik eingesetzt zu werden. 2014 unternahm die Emerald Princess Reisen ab Southampton. Sie wird von Princess Cruises in den Sommermonaten in Europa und in den Wintermonaten in den Vereinigten Staaten eingesetzt. Seit November 2018 unternimmt das Schiff vier- bis fünftägige Reisen ab Los Angeles.
Im Laufe ihrer Dienstzeit war die Emerald Princess in mehrere Unfälle verwickelt. So erlitt sie am 25. Juli 2010 einen Stromausfall zu Beginn einer Kreuzfahrt in der östlichen Karibik. Am 17. Mai 2011 kollidierte das Schiff mit einer Barge im Hafen von Sankt Petersburg, wodurch es leicht beschädigt wurde. Am 25. Juli 2017 kam es zu einem weiteren Zwischenfall an Bord, als eine Passagierin in ihrer Kabine von ihrem Ehemann ermordet wurde.